# Catagramma sinamara
Catagramma sinamara är en fjärilsart som beskrevs av William Chapman Hewitson. Catagramma sinamara ingår i släktet Catagramma och familjen praktfjärilar. Inga underarter finns listade i Catalogue of Life.